# Jorge Montt
Jorge Montt, né le 26 avril 1845 à Casablanca et mort le 8 octobre 1922 à Santiago, est un homme d'État chilien. Neveu de Manuel Montt, qui fut Président de 1891 à 1896, il dirige les troupes rebelles du Congrès lors de la guerre civile de 1891. Devenu chef de la junte de gouvernement le 31 août 1891, puis chef du pouvoir exécutif le 10 novembre suivant, il exerce les fonctions de président du Chili du 26 décembre 1891 au 18 septembre 1896.